# Vértiz
Vértiz est une localité rurale argentine située dans le département de Chapaleufú, dans la province de La Pampa.

## Démographie
La localité compte 688 habitants (Indec, 2010), soit une augmentation de 5,8 % par rapport au précédent recensement de 2001 qui comptait 650 habitants.